# 山田消児
山田 消児（やまだ しょうじ、1959年10月31日 -  ）は歌人。

## 経歴
静岡県生まれ。1988年、作歌を始める。1992年、第一歌集『風見町通信』を刊行。1995年5月、歌誌「遊子」創刊に参加、2001年5月、歌誌「Es」創刊に参加。短歌だけでなく、映画や演劇の評論も手がける。

## 著書
- 歌集『風見町通信』 雁書館、1992年
- 歌集『アンドロイドＫ』 深夜叢書社、1999年
- 歌集『見えぬ声、聞こえぬ言葉』 作品社、2003年
- 評論集『短歌が人を騙すとき』 彩流社、2010年
- 評論集『「私」と「悪」の文学論』 オンデマンド、2015年